# Evangelische Kirche (Selters)

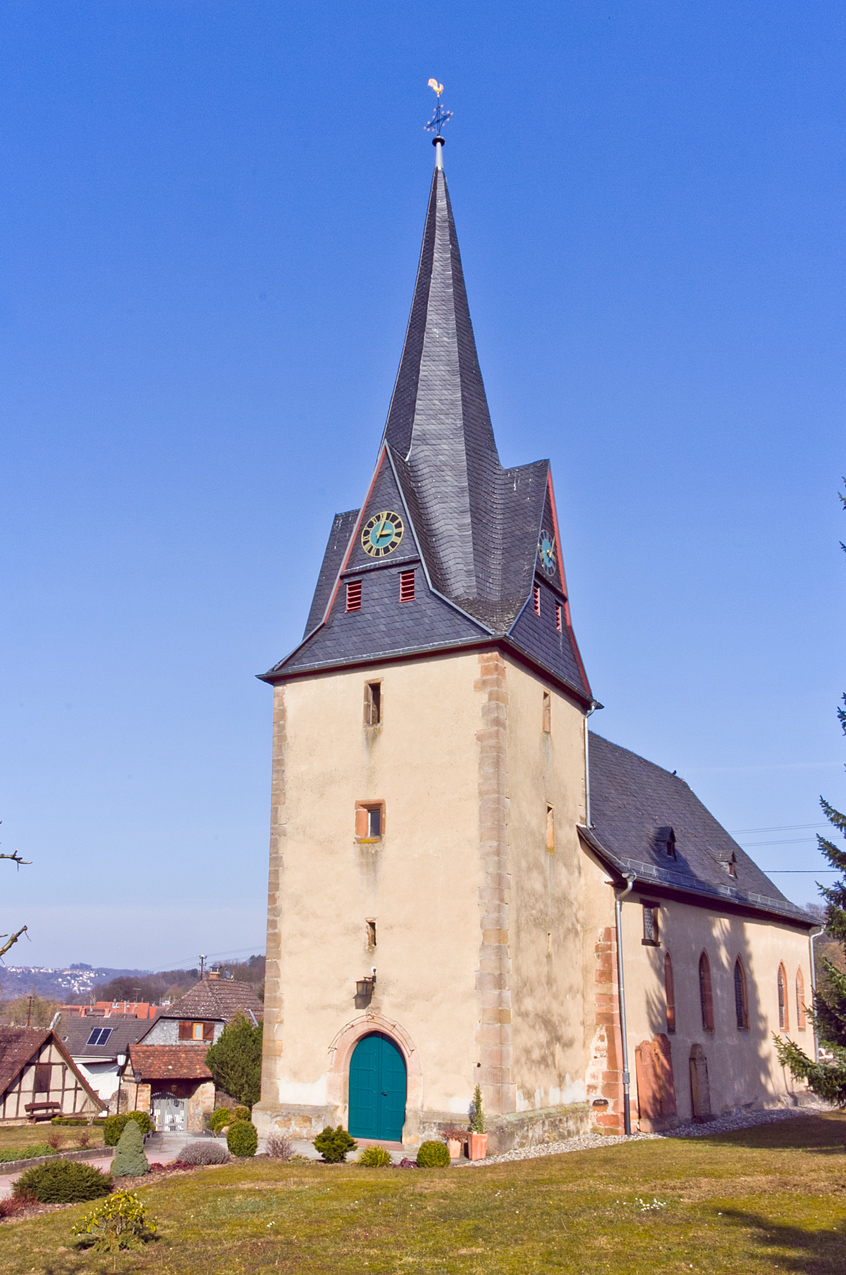
Evangelische Kirche (Selters)

Die Evangelische Kirche Selters ist ein denkmalgeschütztes Kirchengebäude, das in Selters steht, einem Stadtteil von Ortenberg im Wetteraukreis in Hessen. Die Kirchengemeinde gehört zum Dekanat Büdinger Land in der Propstei Oberhessen der Evangelischen Kirche in Hessen und Nassau.

## Beschreibung
Die von einer Wehrmauer umgebene im Kern romanische Saalkirche wurde in der Mitte des 15. Jahrhunderts auf den Grundmauern einer Kapelle aus dem 11. Jahrhundert gebaut. Ihr dreiseitig abgeschlossene Chor im Osten hat die Breite des Kirchenschiffs. Vom Kreuzrippengewölbe im Chor sind nur noch die Konsolen vorhanden, auf denen es stand. Die gekreuzten Satteldächer des Kirchturms im Westen, aus denen sich ein schiefergedeckter, spitzer, achtseitiger Helm erhebt, beherbergen die Turmuhr und den Glockenstuhl. Von 1718 bis 1730 wurde die Kirche umgebaut. 
Die Bilder an den Brüstungen der dreiseitigen Emporen, auf denen Mose, Johannes der Täufer, Jesus Christus, die zwölf Apostel, Paulus, die vier Evangelisten, Jesaja und Jeremia dargestellt sind, wurden übermalt. 1974 wurden die Bilder wieder hergestellt. Bei Renovierungsarbeiten wurde 1978 im Gewände eines vermauerten Fensters ein Fresko aus der zweiten Hälfte des 14. Jahrhunderts gefunden, welches das leere Grab Christi zeigt. 
Die Orgel mit zwölf Registern, einem Manual und einem Pedal wurde 1852 von Daniel Raßmann gebaut.